# Jekaterina Schkuratowa
Jekaterina Schkuratowa (* 10. September 1987) ist eine ehemalige belarussische Gewichtheberin.
Sie war 2004, 2005 und 2007 Junioren-Europameisterin und 2006 Junioren-Weltmeisterin. Bei den Aktiven gewann sie bei den Europameisterschaften die Silbermedaille im Superschwergewicht. Bei den Weltmeisterschaften im selben Jahr wurde sie Vierte. Im März 2008 wurde sie bei einer Dopingkontrolle jedoch positiv auf Metandienon getestet und anschließend für vier Jahre gesperrt. Nach ihrer Sperre gewann sie bei den Weltmeisterschaften 2013 Bronze. Sie gab allerdings erneut eine positive Dopingprobe ab, wurde disqualifiziert und lebenslang gesperrt.